# Gonocaryum impressinervium
Gonocaryum impressinervium är en järneksväxtart som beskrevs av Herman Otto Sleumer. Gonocaryum impressinervium ingår i släktet Gonocaryum och familjen Stemonuraceae. Inga underarter finns listade i Catalogue of Life.